# (37307) 2001 LG16
2001 LG16 (asteroide 37307) é um asteroide da cintura principal. Possui uma excentricidade de 0.12201270 e uma inclinação de 4.88226º.
Este asteroide foi descoberto no dia 13 de junho de 2001 por NEAT em Haleakala.